# معاذ مستنصر
معاذ مستنصر (نام کامل: معاذ المستنصر بالله بن علی الظاهر لإعزاز دین الله) هشتمین خلیفه فاطمی و هجدهمین امام از امامان مذهب شیعه اسماعیلی است. او در قاهره در شانزدهم جمادی‌الثانی سال ۴۲۰ هجری زاده شد و هشت ماه بعد به جانشینی پدرش برگزیده شد. در ۱۵ شعبان ۴۲۷ هجری، در حالی که معاذ مستنصر تنها ۶ سال داشت، به جای پدرش به خلافت نشست. دوران خلافت او ۶۰ سال به طول انجامید که از همه خلفا طولانی‌تر است. در این دوران خشکسالی ادامه یافت. سرانجام در ۱۸ ذیحجه ۴۸۷ هجری، معاذ مستنصر درگذشت. پس از مرگ او، در مورد خلیفه بعد از وی اختلاف درگرفت. برخی به خلافت پسرش احمد مستعلی و برخی به خلافت پسرش نزار باور داشتند که باعث شکاف در بین اسماعیلیان شد.

## کتابشناسی/ یادکردها
- ویلیام بوردهی (۱۳۶۴)، تحقیقی در آیین اسماعیلیه، ترجمهٔ زهرا سعیدی، مشهد: تابناک
- محمد بن زین العابدین (۱۳۶۲)، تاریخ جماعت اسمعیلیه:هدایت المومنین الطالبین، ترجمهٔ هما خاقان زاده، به کوشش الکساندر سیمونوف.، تهران: اساطیر